# Nové Karlovice

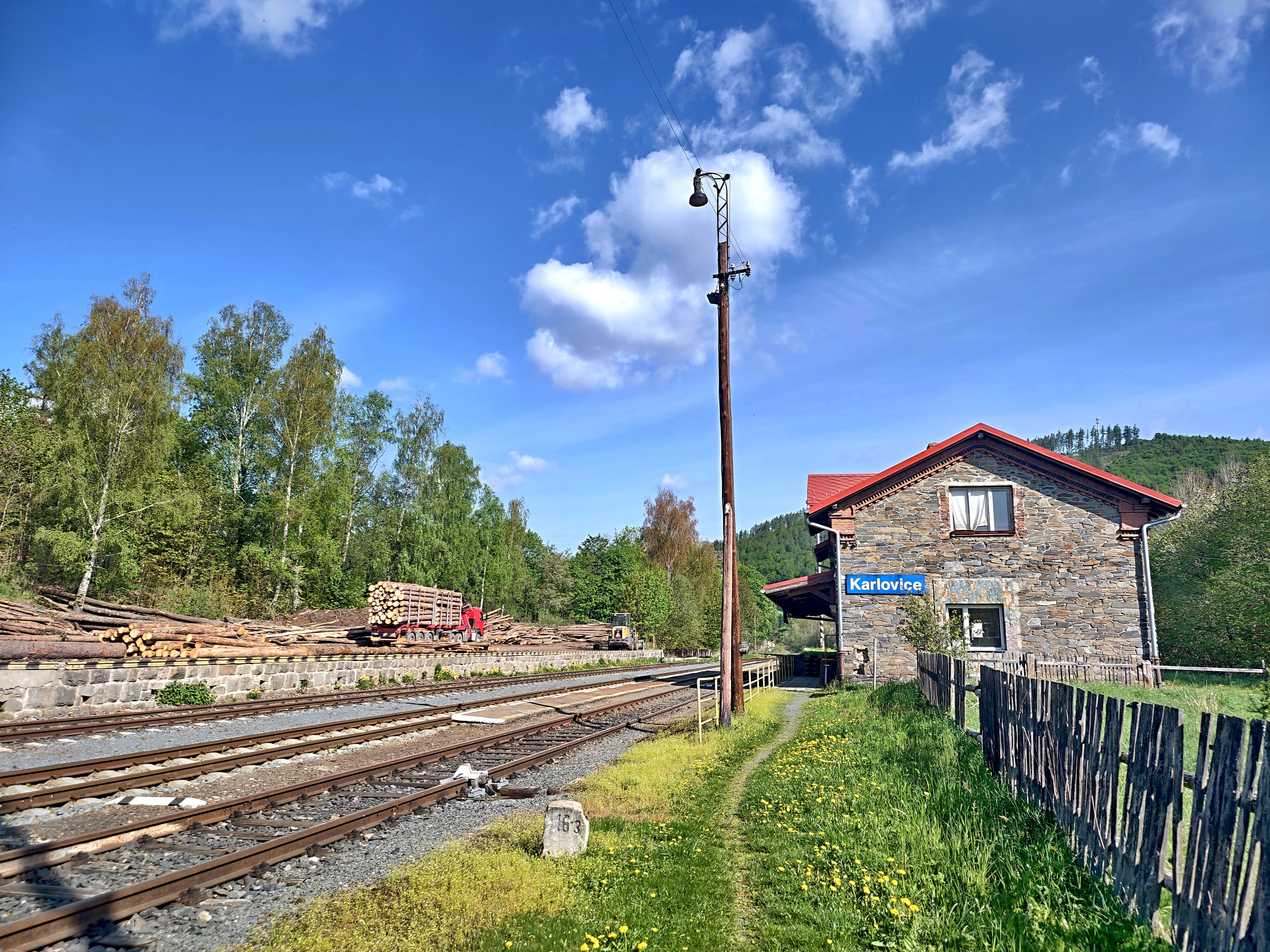
Bahnhof Karlovice

Nové Karlovice (deutsch Neu-Karlsthal, auch Neukarlsthal) ist eine Ortslage der Gemeinde Karlovice (Karlsthal) in Tschechien. Sie liegt einen Kilometer westlich des Ortszentrums von Karlovice und gehört zum Okres Bruntál.

## Geographie
Die Siedlung Nové Karlovice befindet sich im Altvatergebirge (Hrubý Jeseník) an der Mündung des Uhlířský potok (Köhlerbach) in einer Flussbiegung am rechten Ufer der Opava (Oppa). Nördlich erhebt sich der Obří vrch (Riesenkoppe, 739 m n.m.), im Nordosten der Kirchberg (641 m n.m.), östlich der Milíř (698 m n.m.), im Südosten die Větrná (675 m n.m.) und der Jelení vrch (679 m n.m.), südlich der Kamenný vrch (Steinberg, 665 m n.m.) und der V Koleně (712 m n.m.), im Südwesten der Zámecký vrch (Schloßberg, 705 m n.m.) sowie nordwestlich der Huk (788 m n.m.)  und der Ostroh (Restenberg, 732 m n.m.). Durch Nové Karlovice führt die Staatsstraße II/451 von Karlovice nach Vrbno pod Pradědem (Würbenthal), von der südwestlich des Ortes die II/452 nach Andělská Hora (Engelsberg) abzweigt. Am südlichen Ortsrand verläuft die Bahnstrecke Milotice nad Opavou–Vrbno pod Pradědem; sowohl der Bahnhof Karlovice als auch der Haltepunkt Karlovice zastávka befinden sich in Nové Karlovice. Knapp zwei Kilometer südlich liegt die Burgruine Freudenstein.
Nachbarorte sind Hájovny (Hegerhäuser) im Nordosten, Karlovice im Osten, Pocheň (Pochmühl) im Südosten, Dětřichovice (Dittersdorf), Světlá  (Lichtewerden) und Andělská Hora im Süden, Pustá Rudná (Lauterseifen) und Karlova Studánka (Karlsbrunn) im Südwesten, Ludvíkov (Ludwigsthal) im Westen sowie Zadní Ves (Karlsthal-Hinterdorf) und Mnichov (Einsiedel) im Nordwesten. Nördlich befindet sich die Wüstung Adamov (Adamsthal).

## Geschichte
Das obere Tal der Mittleren Oppa bildete seit dem  Beginn des 16. Jahrhunderts die Grenze zwischen dem Herzogtum Jägerndorf  und der Herrschaft Freudenthal. Etwa in der Mitte des 18. Jahrhunderts wurde gegenüber der auf Jägerndorfer Gebiet entstandenen Streusiedlung Carlsthal auf Freudenthaler Gebiet eine Häusergruppe angelegt. Nach der Josephinischen Landesaufnahme des Herzogtums Ober-Schlesien von 1763 bestand diese Siedlung aus vier Häusern am Köhlerbach neben dem vom Carlsthaler Vorderdorf ins Hinterdorf führenden Fahrweg sowie zwei weiteren rechts der Oppa. Die erste schriftliche Erwähnung erfolgte 1789 unter dem Namen Carlsthal. Ab 1799 wurde die Siedlung – zur Unterscheidung von Karlsthal – als Neu Karlsthal bzw. Neukarlsthal bezeichnet. Die ersten Kirchenbücher wurden 1799 in Karlsthal geführt.
Im Jahre 1835 bestand die zur Amtsverwesung Würbenthal konskribierte Kolonie Neu-Karlsthal aus acht Häusern mit 57 deutschsprachigen Einwohnern. Pfarr- und Schulort war Karlsthal. Das zwischen 1836 und 1842 gefertigte Blatt der Franziszeischen Landesaufnahme zeigt zudem ein herrschaftliches Jägerhaus inmitten der Kolonie sowie eine einsame Köhlerhütte im Tal der Köhlerbaches. Bis zur Mitte des 19. Jahrhunderts blieb Neu-Karlsthal der Minderherrschaft Freudenthal untertänig.
Nach der Aufhebung der Patrimonialherrschaften bildete Neu-Karlsthal / Nové Karlovice ab 1849 einen Ortsteil der Stadt Würbenthal im Gerichtsbezirk Würbenthal. Ab dieser Zeit wurde bis 1899 zudem auch der tschechische Ortsname Nový Karlstál verwendet. Ab 1869 gehörte Neu-Karlsthal zum Bezirk Freudenthal. Zu dieser Zeit hatte die Siedlung bereits 205 Einwohner und bestand aus 23 Häusern. 1880 wurde die Bahnstrecke Erbersdorf-Würbenthal eröffnet, wobei der neue Bahnhof Karlsthal in Neu Karlsthal lag. Im Jahre 1900 lebten in Neu-Karlsthal 169 Personen, 1910 waren es 158. Nach dem Zusammenbruch der k.k. Monarchie wurde der Ort 1918 Teil der neu gebildeten Tschechoslowakei. Beim Zensus von 1921 lebten in den 34 Häusern der Kolonie Neu-Karlsthal / Nové Karlovice 195 Personen, darunter 185 Deutsche. Im Jahre 1930 bestand Neu-Karlsthal aus 45 Häusern und hatte 227 Einwohner. Nach dem Münchner Abkommen wurde die Kolonie 1938 dem Deutschen Reich zugesprochen und gehörte bis 1945 zum Landkreis Freudenthal. Nach dem Ende des Zweiten Weltkrieges wurde Nové Karlovice wieder Teil der Tschechoslowakei. Die deutschsprachige Bevölkerung wurde 1946 größtenteils vertrieben und der Ort mit Tschechen besiedelt. 1950 lebten in den 50 Häusern von Nové Karlovice 210 Personen. 1958 wurde Nové Karlovice von Vrbno pod Pradědem nach Karlovice umgemeindet, blieb jedoch eine Siedlung ohne Ortsteilstatus. Im Zuge der Neugliederung der Gemeinde Karlovice wurde Nové Karlovice 1965 gänzlich mit Karlovice fusioniert, wobei der Name Nové Karlovice erlosch.

## Gemeindegliederung
Nové Karlovice ist Bestandteil des Ortsteils Karlovice und gehört zum Katastralbezirk Karlovice ve Slezsku.

## Sehenswürdigkeiten
- Ruine der Burg Freudenstein, südlich des Ortes